# Conflenti
Conflenti község (comune) Olaszország Calabria régiójában, Catanzaro megyében.

## Fekvése
A megye északnyugati részén fekszik. Határai: Decollatura, Lamezia Terme, Martirano, Martirano Lombardo, Motta Santa Lucia és Platania.

## Története
A Conflenti Inferiore és Conflenti Superiore alapítása a 16-17. századra tehető. A két települést a 19. század elején egyesítették létrehozva Conflenti községet.

## Népessége
A népesség számának alakulása:

## Főbb látnivalói
- Madonna della Quercia-szentély